# Love Me Back
Love Me Back è il secondo album in studio della cantante statunitense Jazmine Sullivan, pubblicato il 29 novembre 2010.

## Tracce
1. Holding You Down (Goin' in Circles) – 3:36
2. 10 Seconds – 3:07
3. Good Enough – 4:02
4. Don't Make Me Wait – 3:29
5. Love You Long Time – 3:12
6. Redemption – 3:51
7. Excuse Me – 3:33
8. U Get on My Nerves (featuring Ne-Yo) – 3:53
9. Stuttering – 3:10
10. Famous – 4:43
11. Luv Back – 3:36

## Classifiche
| Classifica (2010) | Posizione raggiunta |
| ----------------- | ------------------- |
| Stati Uniti       | 17                  |